# 谯州 (武定)
谯州，中国南北朝时设置的州。
东魏武定七年（549年）以西徐州改置，治所在涡阳县（今安徽省蒙城县）。北齐沿置，辖境有所扩大，除包括今安徽蒙城县外,还有濉溪、涡阳、凤台、利辛、怀远等县地。北周下辖谯郡、蒙郡、颍川郡、龙亢郡。隋朝废除属郡，下辖涡阳县、临涣县、白掸县、龙山县。大业元年（605年），废谯州。唐高祖武德四年（621年），复置北谯州，下辖临涣县、永城县、山桑县、蕲县。治所在临涣县（今安徽宿州市西南临涣集）。唐太宗贞观八年（634年）改为谯州，谷阳县来属。贞观十七年（643年）废谯州。